# Milionia meforana
Milionia meforana là một loài bướm đêm trong họ Geometridae.